# 170010 Szalay
170010 Szalay è un asteroide della fascia principale. Scoperto nel 2002, presenta un'orbita caratterizzata da un semiasse maggiore pari a 2,7253234 UA e da un'eccentricità di 0,0548891, inclinata di 5,96100° rispetto all'eclittica.